# Corps francs allemands (1918-1939)
Les corps francs allemands (en allemand Freikorps) sont, dans l'Allemagne de l'entre-deux-guerres, des unités militaires composées de volontaires, souvent d'anciens soldats démobilisés de la Première Guerre mondiale, sur lesquelles s'est notamment appuyée la jeune république de Weimar après la chute de l'Empire allemand. Après l'arrivée au pouvoir des nazis en 1933, des groupes paramilitaires continuent de se manifester ponctuellement dans les régions germanophones des pays voisins, en Tchécoslovaquie et en Pologne notamment.
Au moment de l'armistice de 1918, des milliers de soldats allemands se trouvaient encore déployés ou prisonniers en Europe de l'Est et en Russie, et nombre de leurs camarades attendaient encore leur libération en vertu de la paix de Brest-Litovsk signée avec la jeune Russie bolchévique. L'Empire allemand se trouvait plongé dans la plus totale anomie tandis que les troupes du front ouest rentraient au pays et se dissolvaient dans le chaos ambiant. 
Le corps des officiers, vaincu militairement à l'issue de la Première Guerre mondiale, se sentait humilié et aigri par l'armistice vécu comme un « coup de poignard dans le dos ». Cette expression trouve sa source dans le fait qu'au moment de la défaite, une véritable guerre civile éclata entre le nouveau gouvernement républicain et les spartakistes qui voulaient instaurer en Allemagne une dictature du prolétariat suivant le modèle de l'URSS. Devant l'impossibilité d'utiliser la Reichswehr en pleine décomposition, les sociaux-démocrates s'appuyèrent beaucoup lors des débuts de la République sur des unités de volontaires (pourtant très souvent nationalistes d'extrême-droite) regroupés autour d'officiers : ce furent les Freikorps.

## LesFreikorpsdans l'histoire militaire allemande

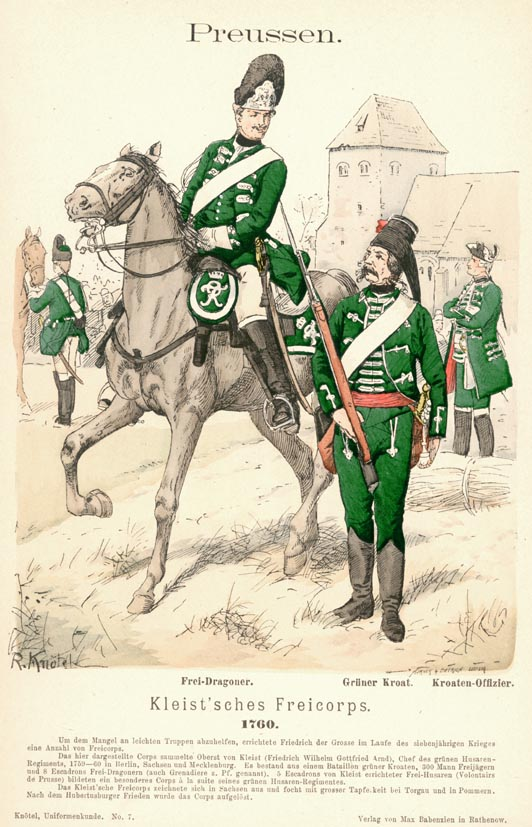
Uniformes du Freikorps Kleist en 1760, d'après Richard Knötel.

La tradition des Freikorps dans l'histoire militaire allemande remonte à la période de Frédéric le Grand, de riches nobles allemands levant alors à leurs frais des unités d'infanterie légère voire de véritables petites armées privées qui prirent part aux grands conflits du XVIIIe siècle.
C'est après les défaites écrasantes d’Iéna et d’Auerstaedt en 1806 que réapparurent en Prusse de nouveaux Freikorps pour préparer la création d’une nouvelle armée ; Ferdinand von Schill et Ludwig Adolf Wilhelm von Lützow en étant les promoteurs. Cependant, ces milices paramilitaires constituées de patriotes civils encadrés de soldats, sous-officiers et officiers démobilisés sont plus enthousiastes qu'expérimentées. Elles resteront considérées comme peu fiables par les armées régulières, et cantonnées à des missions de reconnaissance, de garde et d'autres tâches mineures, comme le harcèlement des armées impériales françaises. Les meilleurs éléments seront incorporés dans des unités régulières de Landwehr quand la Prusse retrouvera son autonomie en 1812 après la désastreuse campagne de Russie. C'est par référence à ces milices patriotiques qui permirent la restauration prussienne de 1813 que les corps francs de 1918 adoptèrent à nouveau tout naturellement le terme de Freikorps.

## Les corps francs allemands de 1919 à 1921

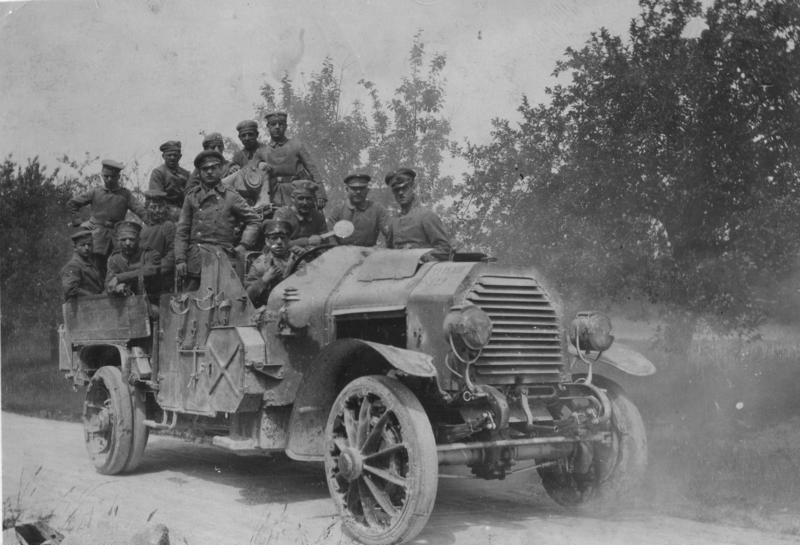
Un groupe de corps francs pendant la révolution bavaroise.

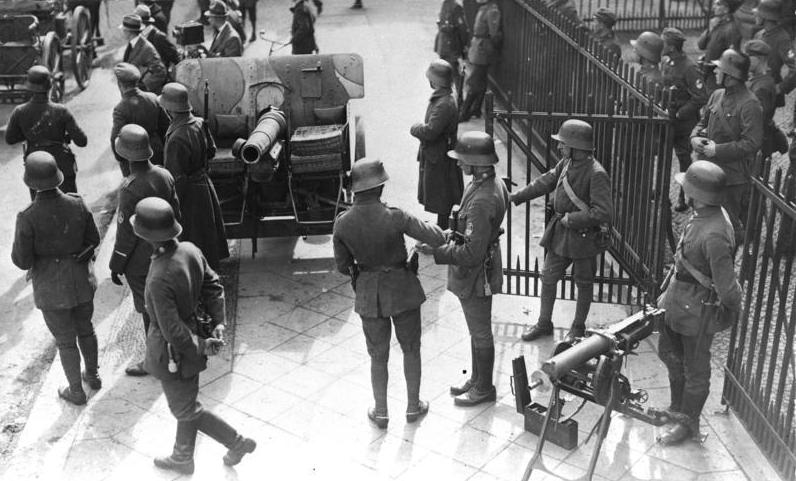
La brigade Ehrhardt dans les rues de Berlin, pendant le putsch de Kapp.

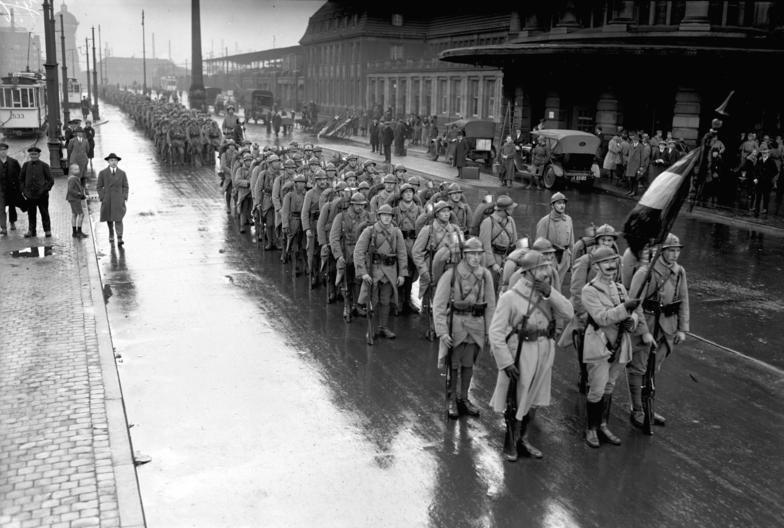
L'armée française d'occupation quitte définitivement Dortmund le 22 octobre 1924.

Dès décembre 1918, la Reichswehr n'étant pas encore créée, le gouvernement appelle d’anciens officiers démobilisés, comme le général Maercker, à former des milices appelées Freikorps. Ils se multiplient au printemps et à l'été 1919, dans le contexte de la lutte contre les révolutions spartakistes, jusqu'à atteindre le chiffres de 165 unités de différentes tailles et portant diverses appellations. Ils sont aussi bien employés à la défense de la frontière allemande à l’est, contre une possible invasion bolchévique ou polonaise (comme la division de fer), qu'au maintien de l'unité du défunt empire. Ils sont appelés par le gouvernement à réprimer les révolutions en Allemagne. Ils intervinrent ainsi sous les ordres du gouvernement républicain tour à tour à Berlin, à Brême, dans le Brunswick, à Hambourg, à Halle, à Leipzig, à Munich, en Posnanie, en Silésie et en Thuringe. Des Freikorps clandestins se constituent même dans la zone d'occupation française en Allemagne, y menant une résistance active entraînant parfois de sévères représailles.
Les Freikorps luttent principalement contre les gardes rouges spartakistes, composées d'ouvriers et d'anciens soldats, ainsi que contre certaines unités de déserteurs passées du côté des communistes, particulièrement de matelots, comme ceux de la Volksmarinedivision. Ils luttent également aux frontières de l'ancien Reich contre les Lettons, les Estoniens, et les Polonais.
Le général von Epp mène ainsi 30 000 soldats pour mater la république des conseils de Bavière en mars 1919. Près de 600 socialistes et communistes furent tués durant les semaines qui suivirent.
Peu à peu, les corps francs, marqués politiquement à droite, s'opposent à leurs anciens alliés républicains conservateurs et sociaux-démocrates de la république de Weimar. Alors que c'était Gustav Noske, ministre SPD de la Reichswehr, qui avait le premier utilisé les corps francs pour mettre fin aux révolutions communistes, la ratification par l'Allemagne du traité de Versailles et le lâchage tardif du gouvernement dans l'aventure de la Baltique pousse certains corps francs à envisager de renverser la république. Décidant d'une « marche sur Berlin », le général von Lüttwitz, fidèle à la monarchie, prend le commandement de la brigade Ehrhardt fondée par le Korvettenkapitän Hermann Ehrhardt, tandis que Wolfgang Kapp, journaliste conservateur, prépare avec eux le putsch du 13 mars 1920 qui mène la brigade à s'emparer des quartiers gouvernementaux de Berlin. Ce putsch est mis en échec par une grève générale organisée par les syndicats et les partis politiques de gauche, dont le parti communiste et le parti socialiste, et Kapp fut forcé de s’exiler en Suède. Après cet échec, les corps francs se remettent brièvement dans le camp républicain pour écraser les communistes qui souhaitent transformer cette grève générale en seconde révolution. Ils sont finalement dissous ou intégrés à l'armée régulière, en vertu des termes du traité de Versailles, à partir de la fin du mois de mars. Les anciens membres de certains Freikorps particulièrement engagés furent aussi impliqués dans divers assassinats politiques dont celui, en 1922, de Walther Rathenau, ministre des Affaires étrangères.
On voit également des corps francs germano-magyars fort actifs en Hongrie pendant la révolution bolchévique de Béla Kun en 1919. Ces corps francs donnent plus tard naissance au mouvement fascisant des Croix fléchées de l'amiral-régent Horthy, gardiennes de son régime autocrate.
Le magazine mensuel Der Reiter gen Osten s'adresse à partir de 1929 aux membres des corps francs, en encensant leurs actes. Il est repris par Ernst von Salomon en 1933, et la rédaction est purgée des anciens membres des Freikorps après la Nuit des Longs Couteaux.

## Aux origines du nazisme (1920-1929): la SA et le Stahlhelm
Après la « dissolution » de 1921, certains corps francs rejoignent « en bloc » la Sturmabteilung (en français : la « section d’assaut ») du NSDAP d’Adolf Hitler pour y continuer leur action politique « armée » - comme le Freikorps Rossbach bien que la plupart rejoignent plutôt une autre milice de droite, le Stahlhelm, Bund der Frontsoldaten.

## LesFreikorpsclandestins nationaux-socialistes en Autriche, dans les Sudètes et à Dantzig

### Sudètes
Historiquement, le terme Sudetenland (« pays des Sudètes ») désigne les régions majoritairement peuplées de germanophones de Bohême, Moravie et en Silésie, par métonymie, le terme « Sudètes » désignant les populations de souche, de culture et de langue allemandes de ces régions.
À la somme du morcellement des empires austro-hongrois et allemand consécutif aux traités de Versailles et Saint-Germain-en-Laye, ces régions se retrouvèrent incluses dans le territoire de la Tchécoslovaquie et dans une moindre mesure de la Pologne. Or, les Allemands des Sudètes avaient, par leur comportement souvent hautain à l'égard de leurs voisins slaves et leur richesse affichée de façon ostentatoire, suscités les rancœurs de leurs voisins tchèques, silésiens et polonais dès leur implantation au Moyen Âge. Séparés du Grossdeutschland en 1918, ils subirent les vexations de leurs nouveaux « compatriotes » tchécoslovaques. Très vite, des milices d'autodéfense clandestines armées se constituèrent dans l'esprit « défense des concessions étrangères » de la guerre des Boxers. Les adhérents de ces milices furent très tôt conquis par les idées ultra-nationalistes racistes du national-socialisme et le NSDAP y recruta nombre d'adhérents. Les Freikorps des Sudètes devinrent ainsi l'instrument de la politique hitlérienne de destruction de « l'infâme » État tchécoslovaque.
C'est que la minorité allemande n'a pas été invitée à participer à l'élaboration de la constitution de la nouvelle république, adoptée en 1920. Se sentant étrangère dans cette nouvelle patrie, la minorité sudète entre rapidement en opposition ouverte avec l'état tchécoslovaque et les incidents violents et parfois sanglants succèdent aux représailles qui prennent parfois des allures de pogroms ou de vexations racistes. Il n'en fallait bien sûr guère plus pour rallier les Sudètes au revanchardisme national-socialiste prôné par Hitler.
Accédant au pouvoir en 1933, Hitler soutient évidemment les revendications de la minorité germanophone de Tchécoslovaquie. Un parti nazi, le Parti allemand des Sudètes - en fait l'antenne locale du NSDAP - dirigé par Konrad Henlein , est fondé cette même année et la sédition se fait de plus en plus violente. Le 24 avril 1938, un congrès des Allemands des Sudètes est réuni sous la présidence de Heinlein.
Aux élections de mai 1938, son parti, qui obtient localement 70 % des voix réclame un État national sudète au sein d'un État fédéral. Malgré les pressions de Londres et Paris qui redoutent les manœuvres de Hitler, le gouvernement de Prague refuse d'accéder aux revendications anticonstitutionnelles des Sudètes. Il leur réplique par une mobilisation militaire partielle. Hitler menace d'envoyer l'armée allemande, tandis que la presse du IIIe Reich se déchaîne. Les Freikorps, dont certains membres arborent ouvertement des insignes nazis, se mobilisent.
Le 5 septembre 1938, le gouvernement tchécoslovaque fait volte-face. Il accepte la plupart des revendications des Sudètes. Le 12, à Nuremberg, Hitler lance une diatribe virulente contre Prague. Les incidents violents se multiplient. Le 14, les conversations entre Sudètes et gouvernement tchécoslovaque sont une nouvelle fois rompues et les armes reprennent la parole. Heinlein réclame le rattachement au IIIe Reich. La crise ne peut plus être dénouée que par une négociation internationale qui aboutira aux Accords de Munich.

### Autriche
En dépit des origines autrichiennes d'Adolf Hitler, ses anciens compatriotes n'éprouvèrent d'emblée que peu de sympathies pour ses thèses politiques pangermanistes, les Autrichiens étant plus traditionnellement marqués politiquement par le conservatisme catholique ou la social-démocratie « bourgeoise » et leur antisémitisme relatif restant très modéré comparé aux outrances génocidaires hitlériennes. Le nazisme ne trouva donc que peu d'écho en Autriche, ses thuriféraires étant même considérés avec un certain mépris.

### Dantzig

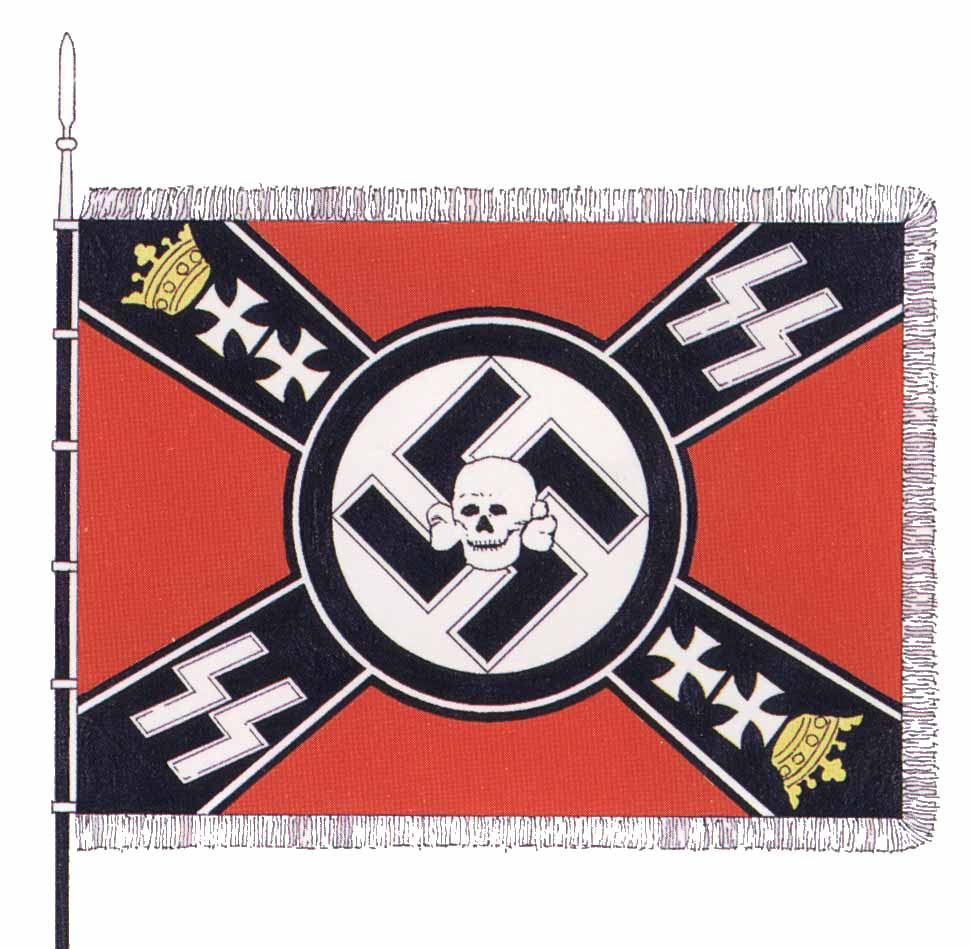
Drapeau de la SS-Heimwehr Danzig.

- SS-Heimwehr Danzig : créé à Berlin en octobre 1938 au sein de la Waffen-SS (encore appelée SS-Verfügungstruppe à l'époque) ce Freikorps semi-clandestin (présenté comme une unité de sécurité auxiliaire de la police) s'installa au début de 1939 dans le port polonais. Équipée d'automitrailleuses ADGZ de la défunte armée autrichienne, cette unité prit une part active dans les combats de septembre 1939 au début de la Seconde Guerre mondiale.
- SS-Wachsturmbann « Eimann » : unité de réserve mise sur pied à Dantzig en juin 1939.

## Membres célèbres de corps francs
Allemands
| - Wilhelm Albert - Friedrich Alpers - Kurt Andersen - Lothar von Arnauld de la Perière - Karl Astel - Hubertus von Aulock (de) - Eleonore Baur - Hans Baur - Theodor Berkelmann - Rudolf Berthold - Josef Bischoff - Wilhelm Bittrich - Martin Bormann - Otto Freiherr von Brandis - Wilhelm Brückner | - Karl Brunner - Bruno Ernst Buchrucker - Wilhelm Burgdorf - Wilhelm Canaris - Leonardo Conti - Kurt Daluege - Otto Deßloch - Heinrich Deubel - Karl Diebitsch - Christoph Diehm - Eduard Dietl - Josef Dietrich - Oskar Dirlewanger - Nikolaus Graf zu Dohna-Schlodien - Hermann Ehrhardt | - Franz von Epp - Hans Frank - Fritz Freitag - Rüdiger von der Goltz - Heinz Guderian - Werner Heisenberg - Friedrich Wilhelm Heinz (de) - Rudolf Hess - Peter von Heydebreck - Reinhard Heydrich - Heinrich Himmler - Rudolf Hoess - Hans Jauch (de) - Leo von Jena (de) - Edgar Julius Jung | - Ernst Kantorowicz - Manfred von Killinger - Otto Lichtschlag (de) - Paul von Lettow-Vorbeck - Bruno Loerzer - Walther von Lüttwitz - Georg Maercker - Hasso von Manteuffel - Waldemar Pabst - Franz Pfeffer von Salomon - Eitel-Frédéric de Prusse - Oscar de Prusse - Karl-Jesko von Puttkamer - Wilhelm Ramm - Alfred von Randow (de) | - Eggert Reeder - Wilhelm Reinhard - Ernst Röhm - Gerhard Rossbach - Ernst von Salomon - Ferdinand von Sammern-Frankenegg - Albert Leo Schlageter - Bogislav von Selchow (de) - Felix Steiner - Gregor Strasser - Otto Strasser - Alfred Toepfer - Joseph Veltjens (en) - Walter Warlimont - Oskar von Watter |